# Alcibiade d'Apamée
Alcibiade d'Apamée, actif vers 220-230, est un juif chrétien, membre ou peut-être même un des fondateurs des Elkasaïtes, un mouvement religieux judéo-chrétien de tendance gnostique et baptiste, qui relève aussi bien du judaïsme en général que, par certains aspects, du christianisme.
Alcibiade d'après son nom est originaire d'Apamée ; parmi les nombreuses villes qui portent ce nom, c'est Apamée en Syrie qui serait désignée. 
Il n'est connu que par un passage du texte attribué sans certitude à Hippolyte de Rome, Refutatio omnium hæresium (Réfutation de toutes les hérésies) ou Elenchos, livre 10, ch. 9–13. Selon ce passage, sous Calixte Ier,  évêque de Rome de 217 à 222, un certain Alcibiade, originaire d'Apamée en Syrie, arrive à Rome porteur d'un Livre des révélations dont il disait qu'il lui avait été remis au pays des Parthes par un homme juste appelé Elkasaï (Ἠλχασαΐ) ; Alcibiade intervient dans le débat sur la discipline pénitentielle et propose le concept d'un « second baptême pour le pardon des péchés » au nom de la Trinité, en accord avec la pratique baptismale elkasaïte. Selon Gerard Luttikhuizen, le récit de « l'hérésie » d'Alcibiade s'inscrit dans la polémique contre Calixte.